# 克西里韦利亚
克西里韦利亚，是西班牙巴伦西亚自治区巴伦西亚省的一个市镇。总面积5平方公里，总人口2671人（2001年），人口密度5342人/平方公里。